# Dicranomyia pictipes
Dicranomyia pictipes är en tvåvingeart som beskrevs av Enrico Adelelmo Brunetti 1918. Dicranomyia pictipes ingår i släktet Dicranomyia och familjen småharkrankar. Inga underarter finns listade i Catalogue of Life.